# 정수 계획법
수학에서 정수 계획법(整數計劃法, 영어: Integer programming 인티저 프로그래밍[*])은 최적화 문제의 일종으로 주어진 정수 조건을 만족시키면서 목적 함수를 최적화하는 문제이다.